# Людовичі (Джорджія)
Людовичі (англ. Ludowici) — місто (англ. city) в США, в окрузі Лонг штату Джорджія. Населення — 1590 осіб (2020).

## Географія
Людовичі розташоване за координатами 31°42′27″ пн. ш. 81°44′58″ зх. д. / 31.70750° пн. ш. 81.74944° зх. д. (31.707526, -81.749410).  За даними Бюро перепису населення США в 2010 році місто мало площу 6,06 км², з яких 6,03 км² — суходіл та 0,03 км² — водойми.

## Демографія
Згідно з переписом 2010 року, у місті мешкали 1703 особи в 605 домогосподарствах у складі 394 родин. Густота населення становила 281 особа/км².  Було 745 помешкань (123/км²).
Расовий склад населення:
| - 61,8 % — білих - 32,0 % — чорних або афроамериканців - 0,6 % — корінних американців - 0,5 % — азіатів - 0,2 % — вихідців з тихоокеанських островів - 1,7 % — осіб інших рас |

До двох чи більше рас належало 3,2 %. Частка іспаномовних становила 3,9 % від усіх жителів.
За віковим діапазоном населення розподілялося таким чином: 29,4 % — особи молодші 18 років, 57,0 % — особи у віці 18—64 років, 13,6 % — особи у віці 65 років та старші. Медіана віку мешканця становила 33,2 року. На 100 осіб жіночої статі у місті припадало 84,7 чоловіків;  на 100 жінок у віці від 18 років та старших — 80,9 чоловіків також старших 18 років.
Середній дохід на одне домашнє господарство  становив 45 734 долари США (медіана — 37 250), а середній дохід на одну сім'ю — 51 428 доларів (медіана — 40 673). Медіана доходів становила 38 606 доларів для чоловіків та 31 136 доларів для жінок. За межею бідності перебувало 14,9 % осіб, у тому числі 15,5 % дітей у віці до 18 років та 0,9 % осіб у віці 65 років та старших.
Цивільне працевлаштоване населення становило 741 осіб. Основні галузі зайнятості: освіта, охорона здоров'я та соціальна допомога — 15,2 %, мистецтво, розваги та відпочинок — 14,7 %, публічна адміністрація — 13,8 %, роздрібна торгівля — 13,0 %.